# Красный Луч (Воловский район)
Кра́сный Луч — посёлок в Воловском районе Липецкой области России. Входит в состав Замарайского сельсовета.

## География
Посёлок находится в юго-западной части Липецкой области, в лесостепной зоне, в пределах восточных отрогов Среднерусской возвышенности, на правом берегу реки Кшень, на расстоянии примерно 8 км (по прямой) к северо-западу от села Волово, административного центра района.
Климат
Климат умеренно континентальный с теплым летом и умеренно морозной зимой.
Часовой пояс
Посёлок Красный Луч, как и вся Липецкая область, находится в часовой зоне МСК (московское время). Смещение применяемого времени относительно UTC составляет +3:00.

## История
В октябре 1995 года Красный Луч переведен из Ломигорского сельсовета в Замарайский сельсовет (Постановление восемнадцатого заседания Липецкого областного Собрания депутатов от 12.10.95 № 353-пс).

## Население
| 2010 | 2012 |
| ---- | ---- |
| 7    | ↗8   |

Гендерный состав
По данным Всероссийской переписи населения 2010 года, в гендерной структуре населения мужчины составляли 42,9 %, женщины — соответственно 57,1 %.
Национальный состав
Согласно результатам переписи 2002 года, в национальной структуре населения русские составляли 100 % из 9 чел.

## Улицы
Уличная сеть посёлка состоит из одной улицы (ул. Садовая 2-я).